# Рандерзаккер
Рандерзаккер (нім. Randersacker) — громада в Німеччині, розташована в землі Баварія. Підпорядковується адміністративному округу Нижня Франконія. Входить до складу району Вюрцбург.
Площа — 16,20 км2. Населення становить 3441 ос. (станом на 31 грудня 2020).